# Masaki Ikeda
Masaki Ikeda (池田 昌生 Ikeda Masaki?, Osaka, 8 de julio de 1999) es un futbolista japonés que juega como delantero en el Shonan Bellmare de la J1 League.

## Trayectoria

### Clubes
| Club                   | País  | Año       |
| ---------------------- | ----- | --------- |
| Fukushima United F. C. | Japón | 2018-2020 |
| Shonan Bellmare        | Japón | 2021-     |